# Червено вино
Червено вино – вино, получено от червени сортове грозде по технология, посредством която багрилните вещества от гроздето преминават в гроздовата мъст. Червеното вино ферментира с твърдите частици. Така протичат процеси по извличане на багрилна материя, танини и други вещества, характерни за този тип вино.

## Червени винени сортове грозде
В света съществуват хиляди червени сортове грозде. Най-популярни червени сортове, образуващи „Голямата четворка“ за червени вина, са каберне совиньон, мерло, пино ноар и сира.
По известни червени сортове по света и в България:
- Аликант Буше
- Барбера
- Букет
- Вранец
- Гаме ноар
- Гран ноар
- Гренаш
- Гъмза
- Долчето
- Дунавска гъмза
- Евмолпия
- Зарчин
- Зинфандел
- Каберне Совиньон
- Каберне Фран
- Каринян
- Карменер
- Корвина
- Кукленски мавруд
- Мавруд
- Малбек
- Мелнишки рубин
- Мерло
- Молинара
- Мурведър
- Небиоло
- Негушка
- Памид
- Пети Вердо
- Пино Мьоние
- Пино ноар
- Пинотаж
- Плевенски колорит
- Пловдивска малага
- Пополка
- Португалско синьо
- Ранна мелнишка лоза
- Рондинела
- Рубин
- Руен
- Санджовезе
- Саперави
- Сензо
- Септемврийски рубин
- Сира
- Сторгозия
- Танат
- Темпранийо
- Тинта Барока
- Турига Насионал
- Турига Франка
- Тракийска слава
- Фетяска негра
- Хеброс
- Широка мелнишка лоза • Шевка

## Технология на червените вина
Червено вино може да се получи само от грозде с тъмночервен до тъмносин цвят на кожицата. В цветово отношение червеното вино може да варира от светлочервено през рубиненочервено до черно-виолетово.
Производството на червено вино започва с отделянето на зърната от чепките (ронкане), за да се избегне присъствието на грубите танини, съдържащи се в чепките. В редки случаи гроздето може да бъде смляно и заедно с чепките, след което те да се отстранят. Следва смилане на гроздето и превръщането му в гроздова каша – смес от кожици, семки, мъст и пулпа. След смилането към гроздовата каша се добавят култивирани дрожди.
В зависимост от стила вино, който се цели да се получи, си използва термична винификация – за получаване на предназначени за непосредствена консумация вина или класическия метод, чрез който се получават по-комплексни вина с потенциал за стареене.
При термичната винификация гроздовата каша се загрява в продължение на 2 – 3 минути до 70 – 80 °C, след което се пресова до получаване на мъст с тъмно червен цвят. Чрез термичната обработка от кожиците се извличат ароматни, багрилни вещества и танини. Получените по този метод вина се отличават с интензивен цвят и меки танини и са предназначени да се пият млади.
При класическия метод под въздействието на дрождите започва ферментация – превръщането на захарите в алкохол и въглероден диоксид. Под въздействието на алкохола и температурата от кожиците се отделят ароматни, багрилни вещества и танини. Ферментацията може да се извърши в отворени или затворени съдове. По време на ферментацията на повърхността на съда се образува маса от гроздови ципи, т.нар. шапка. При класическия метод температурата също е от съществено значение; колкото по-висока е тя, толкова повече ароматни и багрилни вещества се извличат. По време на ферментацията, ако е необходимо, се добавя захар или киселина.
Следва отделянето на мъстта от шапката – пресоването. Традиционните винтови преси днес изцяло са заменени от модерни вакуумни и пневматични преси. Отделеното количество сок преди пресоването се нарича „самоток“. Червеното вино преминава почти във всички случаи и през малолактичната или млечнокисела ферментация – под действието на млечнокисели бактерии острата ябълчна киселина се превръща в по-меката млечна, която омекотява киселинността на виното и позволява пиенето на виното след по-кратък период на стареене.
Следва отлежаването на виното. Слабо таниновите, ароматни вина, предназначени да се консумират млади, се съхраняват известно време в неутрални съдове от неръждаема стомана с цел максимално запазване на тяхната свежест и плодовост, след което могат да се бутилират. Богатите на танини вина отлежават в дървени бъчви, най-често в дъбови, понякога в продължение на години. След изтичане срока на отлежаване виното преминава през различни процеси на стабилизиране и избистряне. Добавя се серен диоксид за да се предотврати евентуална микробиологична активност, виното се филтрира и бутилира. След бутилирането някои от вината преминават определен период на стареене в бутилките и едва след това напускат избата и се предлагат на пазара.